# Nickelodeon (Pologne)
Pour les articles homonymes, voir Nickelodeon.
Nickelodeon également appelée simplement Nick Poland, est une chaîne pour enfants diffusant en Pologne. La chaîne diffuse 24/7. Tous les séries sont doublés en polonais. Le 14 avril 2010, Nickelodeon a changé son logo. Le lancement de la chaîne est initialement prévu le 1er juin 2008, mais pour des raisons techniques, le démarrage fût retardé d'un mois et dix jours.

## Histoire
Avant la chaîne polonaise Nickelodeon, Nickelodeon a été diffusé en bloc de 12 heures sur Fantastic de 1999 à 2001. C'était un flux de Nickelodeon Russie qui a été doublé en polonais. La chaîne a été retirée des ondes en raison de faibles audiences et de sa disponibilité.
- 10 juillet 2008 - 21 juin 2009 : du dimanche au jeudi de 05:00 à 22:00, les vendredis et samedis de 05:00 à 23:00
- 31 décembre 2008 : mercredi 05:00 - 01:00
- 22 juin 2009 - 12 janvier 2010 : tous les jours de 05:00 à 23:00
- 31 décembre 200 9: jeudi 05:00 - 01:30
- 13 janvier - 28 février 2010 : tous les jours de 05:00 à 02:00
- à partir du 1er mars 2010 : tous les jours 24h / 24

## Nickelodeon Europe
Nickelodeon Polska a été incluse dans Nickelodeon Europe le 1er mars 2010[source secondaire nécessaire]. C'est alors que la version polonaise de la chaîne a été remplacée par la version européenne de la chaîne. À cette époque, la chaîne avait 4 versions linguistiques. Le canal a été séparé avec l'introduction de la classification d'âge[source secondaire souhaitée].

## Nickelodeon HD Polska
Nickelodeon HD Polska était la version HD de Nickelodeon. L'émetteur a démarré le 4 octobre 2011. La chaîne est diffusée par les fournisseurs de satellites Cyfrowy Polsat, nc+ et Orange. Le 15 février 2018, à 10:00, la chaîne est remplacée par Nicktoons Polska HD.

## Controverses
Dans la série Bienvenue chez les Loud, plusieurs épisodes ont été interdits de diffusion à partir du 6 juin 2018 en raison de la plainte déposée auprès du Conseil national polonais de la radiodiffusion par Ordo Iuris au sujet des thèmes LGBT présentés dans la série,,,.